# فاشیست (فیلم)
فاشیست (به ایتالیایی: Il federale) فیلمی به کارگردانی لوچانو سالچه است که در سال ۱۹۶۱ منتشر شد. از بازیگران آن می‌توان به اوگو تونیاتسی، ژرژ ویلسون، استفانیا ساندرلی، و لوچانو سالچه اشاره کرد.